# Mobiler Notruf
Unter dem Mobilen Notruf versteht man ein System, das es Senioren und Angehörigen von Risikogruppen jederzeit erlaubt, im Notfall mit ihrem Mobiltelefon Hilfe oder Serviceleistungen zu rufen. Daneben gibt es aber auch spezielle Geräte, die nur diese Funktion erfüllen und nicht für Telefonate geeignet sind. Das System wird in Deutschland von den großen Hilfsorganisationen sowie von spezialisierten privaten Anbietern angeboten. Es ist eine Weiterentwicklung des bereits seit den 1980er Jahren bestehenden Rufhilfesystems.

## Funktionsweise
Der Mobile Notruf basiert auf einem Mobiltelefon mit einer speziellen Notruftaste oder einer an das Mobiltelefon bzw. Smartphone mit Funk angebundene Notruftaste. Dies funktioniert idealerweise mit integriertem GPS. Sollte eine Ortung über GPS nicht möglich sein, wird eine Flächenortung über GSM angestoßen, da diese auch bei fehlendem GPS-Signal funktioniert, aber nicht so genau ist. Wird diese betätigt, wird der Aufenthaltsort des Besitzers per GPS bestimmt und eine (zumeist Freisprech-)Verbindung mit der 24-stündig besetzten Leitstelle des Systembetreibers. Die Positionsangabe kann dann der zuständigen Rettungsleitstelle übermittelt werden und durch die Übertragung der Rufnummer werden in der EDV-Datenbank automatisch die hinterlegten wichtigen Informationen (z. B. zu Vorerkrankungen, Medikamenten, Allergien) zur Person aufgerufen. Dadurch sind den ausrückenden Rettungseinheiten sowohl die exakte Position des Patienten, als auch wichtige Vorinformationen zu eventuellen Erkrankungen bereits auf der Anfahrt verfügbar. Da ein „normales Telefongespräch“ aufgebaut wird, kann die Notrufzentrale auch Fragen zum Notfallgeschehen stellen und an die örtliche Rettungsleitstelle weitergeben. Außerdem kann der Patient durch das Telefon bis zum Eintreffen des Rettungsdienstes betreut werden oder auch anwesende Ersthelfer zu Erste-Hilfe-Maßnahmen angeleitet werden.
Mehrere Anbieter verbinden den Mobilen Notruf mit weiteren teils umfassenden Services, die es besonders Senioren ermöglichen, sicher ihr Leben zu führen und die zugleich deren Angehörige entlasten. Außerdem gibt es einen Anbieter, der den Mobilen Notruf auch europaweit mit einer mehrsprachig besetzten Zentrale betreut. So kann der Anrufer beispielsweise bei einem Notfall in der Toskana mit der Notruf- und Servicezentrale deutsch sprechen, die Zentrale mit der örtlichen Rettungsleitstelle aber auf Italienisch den Fall schildern und über bestehende Vorerkrankungen, Risiken etc. informieren sowie die Hilfeleister zielgenau entsenden. Dieser Service ist speziell für noch reiselustige Senioren oder für Menschen mit risikoreichen Vorerkrankungen wie beispielsweise Herz-Kreislauf-Erkrankungen sehr geeignet.
Inzwischen gibt es auch von verschiedenen Anbietern bereits mobile Notruftechnik, die ohne SIM-Karte und GPS-Empfänger im Notrufgerät auskommt. Diese Notruf-auslösenden Sender sind in der Regel mit aktuellen Smartphones verbunden, die von den Personen mitgetragen werden. Da aktuelle Smartphones über eine Verbindung zum Internet und auch über GPS verfügen, kann die meist teurere Anschaffung eines zusätzlichen mobilen Notrufsender mit GSM und GPS erspart bleiben, da der Notrufsender lediglich über eine Funkverbindung zum jeweiligen Smartphone verfügen muss. Auf dem Smartphone ist dann eine App im Hintergrund aktiv, die das Auslösen des Sendeknopfs bemerkt.
Bei einigen Anbietern wird ein anderer Alarmierungsweg genutzt. Im Gegensatz zum oben genannten System wird hier nicht eine Notrufzentrale alarmiert, sondern eine Push-Nachricht an Angehörige oder Freunde gesendet. Beim Alarmierten wird die Position des Hilfesuchenden auf einer Karte angezeigt. Der Alarmierte kann durch einen Rückruf abklären, welche Art Hilfe benötigt wird und über die weiteren Schritte entscheiden.

## Zusätzliche Leistungen
Je nach Service-Paket zählen zu den Leistungen persönliche medizinische Betreuung und Beratung rund um die Uhr, z. B. auf Basis der vom Kunden bereitgestellten Informationen zu seiner Gesundheitssituation. Zum Einsatz kommen hierbei ebenfalls moderne Kommunikationstechnologien, u. a. in Form von SMS-Erinnerungen für die regelmäßige Medikamenten-Einnahme oder als weiteres Sicherheitsplus ebenfalls mit GPS gekoppelte Sturzsensoren. Als Ergänzung der medizinischen Betreuung werden oftmals verschiedene Alltagshilfen angeboten, je nach Anbieter in unterschiedlichen Servicelevels. Diese reichen von der Organisation eines Schlüsseldiensts über Taxi-Vermittlungen oder Notfall-Apotheken-Suche bis hin zu tierärztlicher Beratung, der Hilfe bei Sprachproblemen im Ausland oder der Organisation eines Telefonats mit einem Arzt. Hierbei gibt es natürlich Preisunterschiede und regionale Begrenzungen, daher ist vor Vertragsabschluss ein Preis-Leistungs-Vergleich und ein Beratungsanruf bei mehreren Anbietern sinnvoll. Einige Hilfsorganisationen bieten auch sogenannte Notruf-Apps an. Herzpatienten werden mit einem speziellen Gerät direkt zu einem Herzspezialisten im Call-Center verbunden, der den Patienten anweisen kann, den Deckel auf der Rückseite des Gerätes zu öffnen und die dort eingelassenen Elektroden auf den Brustkorb zu pressen. In Sekundenschnelle wird dann ein EKG erzeugt, dass dem Spezialisten im Call-Center übermittelt wird. Dieser kann dann bei Gefahr den örtlich zuständigen Rettungsdienst informieren.